# Buxus linearifolia
Buxus linearifolia är en buxbomsväxtart som beskrevs av M. Cheng. Buxus linearifolia ingår i släktet buxbomar, och familjen buxbomsväxter. Inga underarter finns listade i Catalogue of Life.